# Benferri
Benferri é um município da Espanha na província de Alicante, Comunidade Valenciana. Tem 12,4 km² de área e em 2021 tinha 1 958 habitantes (densidade: 157,9 hab./km²).

## Demografia
| Variação demográfica do município entre 1991 e 2004 | Variação demográfica do município entre 1991 e 2004 | Variação demográfica do município entre 1991 e 2004 | Variação demográfica do município entre 1991 e 2004 |
| --------------------------------------------------- | --------------------------------------------------- | --------------------------------------------------- | --------------------------------------------------- |
| 1991                                                | 1996                                                | 2001                                                | 2004                                                |
| 949                                                 | 1011                                                | 1166                                                | 1351                                                |